# Marietta Piccolomini
Marietta Piccolomini, nom artístic de Maria Teresa Violante Piccolomini Clementini (Siena (Toscana), 5 de març, 1834 – Florència, 11 de desembre, 1899), va ser una soprano italiana.

## Biografia
Descendia d'una família noble italiana, la dels Piccolomini, i va demostrar des de ben petita unes fortes aptituds artístiques. Des dels quatre anys, a Marietta li agradava fer obres de ficció; aleshores va agafar l'hàbit de cantar a duets amb la seva mare, una cantant amateur experta, i després va ser confiada a la cura de la mezzosoprano Rosa Mazzarelli i es va perfeccionar més tard amb Pietro Romani, compositor, director d'orquestra i professor de cant a l'Acadèmia de belles arts de Florència.
Marietta va suplicar al seu pare durant molt de temps per tal d'obtenir la seva autorització per sortir a l'escenari com a cantant d'òpera. Finalment va aconseguir convèncer-lo i, el gener de 1852, va debutar a Florència com a protagonista de Lucrezia Borgia de Donizetti, apareixent més tard també a Crispino e la comare dels germans Luigi i Federico Ricci. El novembre de 1852, va estar compromesa al Teatre Argentina de Roma, on va participar en Poliuto de Donizetti, Don Bucefalo d'Antonio Cagnoni i dues òperes de Verdi I masnadieri i I Lombardi alla prima crociata.
A Pisa, el 1853, va cantar, entre altres coses, com a protagonista a Luisa Miller, a Reggio Emilia com a Leonora a Il trovatore, i a Torí el 1855 com a Violetta a La traviata, paper pel qual es va fer famosa. La resposta de Torí a la seva actuació va tenir manifestacions mai vistes en el món de l'entreteniment. La multitud va envoltar el seu hotel. Els homes van intentar desenganxar els cavalls del seu carruatge perquè la poguessin remolcar pels carrers de la ciutat, però ella no ho va voler.

## La gran carrera internacional
Quan els ecos de l'èxit de Torí van arribar a Anglaterra, va ser contractada pel Her Majesty's Theatre de Londres, on va debutar el 21 de maig de 1856 a La traviata, la primera representació de l'òpera en sòl britànic. El públic del teatre la va rebre amb enorme favor, convertint-la a partir d'aleshores en la seva estimada absoluta. El 26 de juny va cantar per primera vegada el paper de Maria, a La Fille du régiment i el 26 de juliol va actuar a Don Pasquale. Tot i que aquestes actuacions denotaven una certa immaduresa a nivell estrictament cantant, els crítics van lloar les seves habilitats dramàtiques. Després de la seva temporada a Anglaterra, Piccolomini va cantar a Dublín amb un gran èxit.
Piccolomini es va traslladar a París, interpretant Traviata el 6 de desembre de 1856 en la primera representació de l'òpera de Verdi a França. El compositor, entre altres coses, va intentar bloquejar les actuacions al Théâtre-Italien de París per la manca de reconeixement dels drets d'autor de les seves obres a França, fent ús també del titular dels drets de La dama de les camèlies d'Alexandre Dumas (a partir del qual es va fer el treball), però sense èxit. Fins i tot a París van subratllar les limitacions de la seva veu, però van lloar les seves habilitats d'actuació. El mateix Verdi, present a l'actuació, es va declarar satisfet amb la seva actuació, queixant-se només que la cantant tossia massa a l'escenari i "d'una manera massa real".
L'emperadriu Eugènia, no havent pogut assistir al seu sensacional debut a l'escenari parisenc, va ordenar a Toribio Calzado (1805-1863), director del teatre, que organitzés una representació per a ella i l'emperador.
Piccolomini va tornar al Her Majesty's Theatre de Londres l'abril de 1857, on va debutar a Lucia di Lammermoor i, després, a L'elisir d'amore, i va repetir La traviata, així com al final de la temporada, La filla del regiment. També va interpretar Don Giovanni (Zerlina) i Les noces de Figaro (Susanna). Després va fer una gira per Liverpool, Manchester, Birmingham, Glasgow, Edimburg, Bath, Bristol, Cheltenham, Brighton i altres ciutats. Més tard va tornar de nou a Dublín i, al novembre i desembre, va fer una gira pels Països Baixos i Alemanya juntament amb el tenor Antonio Giuglini (1825 – 1865).
A principis de 1858, però, tornà al Her Majesty's Theatre, on va tenir l'oportunitat de reprendre algunes de les parts ja interpretades en anys anteriors, però també d'introduir nous personatges al seu repertori londinenc: Amina de La sonnambula de Bellini, Arline en una versió italiana amb recitatius musicats (titulat La Zingara) de The Bohemian girl de Balfe, que va ser un èxit rotund, Luisa Miller de Verdi i finalment Serpina de La serva padrona de Paisiello. Després de l'habitual gira per les províncies angleses i Irlanda, el 28 de setembre, sortint per una gira esperada a Nova York, va saludar el públic londinenc amb un concert de comiat al Crystal Palace, al qual van assistir deu mil espectadors, plens d'entusiasme.
Als Estats Units va debutar a l'Acadèmia de Música, aleshores el teatre més gran del món, amb la seva Traviata preferida, i després es va traslladar a Filadèlfia i altres grans ciutats americanes, interpretant, a més de Verdi, obres de Donizetti, Paisiello. i Mozart, i gaudint d'un èxit comparable a l'europeu.
El seu retorn a Drury Lane de Londres, el juny de l'any següent, però, no va causar gaire sensació i, després d'haver participat en setze o disset representacions (incloent-hi, al final, el seu darrer revival d'Il Trovatore, en un únic espectacle). la cantant es va dedicar a la gira habitual per la província. En un concert realitzat a Brighton immediatament després del seu retorn d'Amèrica, Piccolomini va cantar per primera vegada Il baci, una cançó que Luigi Arditi havia escrit expressament per a ella amb una melodia que havia tocat casualment al piano i que la cantant havia insistit que ell transcriure al moment. Havent tornat a Itàlia, al desembre va participar en una iniciativa patriòtica, actuant al Teatro Pagliano de Florència per promoure una recaptació de fons per a la compra d'armes per als voluntaris de Garibaldi, cantant en l'ocasió, "amb un gran cor de acompanyament" (i amb dos bis), «Croce di Savoia», text poètic de Giosuè Carducci, musicat per Carlo Romani (1824-1875).

## Matrimoni i jubilació
El maig de 1860 es va casar a Siena amb el marquès Francesco Caetani della Fargna (1824-1906), retirant-se així de l'escenari teatral, però no abans d'haver-hi participat, cedint-se a les pregàries de Fabio Campana, en l'estrena de la seva Almina, de nou a Teatre de Sa Majestat el 26 d'abril. Les seves posteriors aparicions públiques esporàdiques a partir d'aleshores van tenir tot un caràcter benèfic o de cortesia. El juny de 1861, per exemple, va participar en un concert benèfic a favor de les víctimes del terratrèmol al centre d'Itàlia i, el mateix any, va tornar a interpretar la «Croce di Savoia» a la primera "Exposició Nacional de l'Agricultura". i "Industrial Products and of Fine Arts" a Florència; el 1863, moguda per la gratitud, fins i tot va voler, per iniciativa pròpia, tornar específicament a Londres per participar en tres últimes representacions en benefici de l'empresari ara arruïnat, Benjamin Lumley, que va ser el primer que l'havia llançat a la capital anglesa set anys abans.
Marietta Piccolomini va morir de pneumònia el 23 de desembre de 1899 a la seva vil·la de Florència i va ser enterrada al cementiri de Porte Sante, annex a la basílica de San Miniato al Monte.

## Característiques artístiques

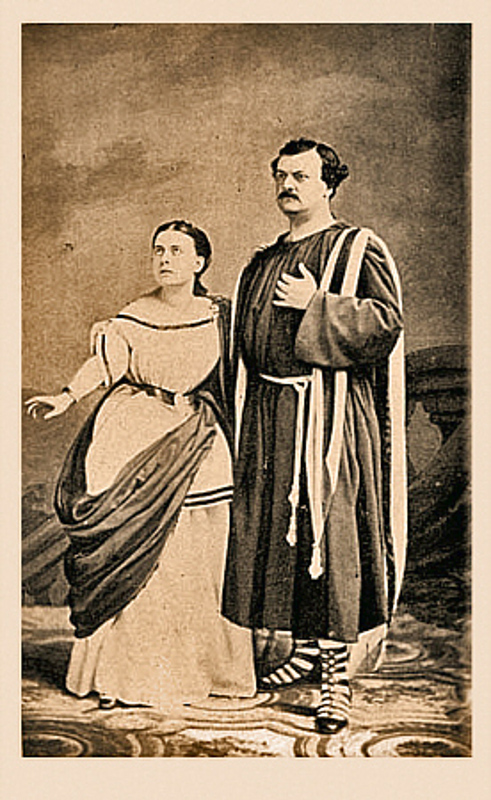
Marietta Piccolomini amb el tenor Pasquale Brignoli durant la gira americana (1858-1859), daguerreotip de Jeremiah Gurney (1812-1886)

Més enllà de l'enorme èxit de públic que Piccolomini va assolir durant la seva breu carrera operística, el judici dels coneixedors sobre les característiques tècniques de la seva veu i les seves habilitats per a cantar en general va resultar força dubtós. Normalment, però no sempre. El 1853, escrivint al director de La Fenice sobre la següent producció de La traviata, el mateix Verdi va posar Piccolomini al costat de Rosina Penco i Virginia Boccabadati com a intèrpret ideal del paper principal. No només això, sinó que el compositor de Busseto va recolzar durant molt de temps la idea de confiar-li el paper de Cordelia al Rei Lear, una òpera la producció de la qual (mai reeixida) estava negociant amb el San Carlo de Nàpols. Verdi, que encara no havia sentit mai a Piccolomini en directe, era conscient dels límits de la seva veu, però evidentment confiava en la seva gran capacitat per captar el públic. El 23 d'agost de 1856 va escriure al respecte des de París a Cesare De Sanctis: «[…] la veu és petita, però el talent és gran: i si s'escolta al teatre de Londres, també s'ha d'escoltar al San Carlo».El punt culminant de l'aversió per la jove que havia caigut com una estrella en flames als escenaris de Londres, però, probablement va pertànyer a Henry Fothergill Chorley (1808-1872), un crític arrugat de l'«Athenaeum», que va resumir així el 1862 el seu judici liquidador sobre el cantant, sobre l'actriu i fins i tot sobre la figura humana del personatge:
| « | "No es va trobar cap signe més gran de la decadència de l'antic art italià del cant que en l'èxit temporal de Mademoiselle Piccolomini. La seva veu era feble i limitada, una mezzo soprano amb un abast que amb prou feines arribava a l'octava i mitja. No tenia confiança en l'entonació i no tenia habilitats interpretatives. El que li faltava, ho va compensar amb un comportament dissenyat per encantar a alguns dels que s'asseuen entre el públic. La seva millor actuació va ser a "Traviata". La música del primer acte va agradar, potser perquè és pràcticament l'única peça de música alegre que sortia de la ploma del compositor; i es pensava que el seu comportament descarat era adequat, a nivell dramàtic, al personatge, i no, com es va demostrar més tard, la seva manera habitual de relacionar-se amb el públic. Fins i tot en l'acte final de la mort, sens dubte va tenir un o dos moments d'emoció seriosa, però això va ser arrossegat a la vora de la caricatura, com quan cada frase de la seva última novel·la va ser interrompuda per la tos del personatge. Però la manca substancial d'atractiu de la seva "lectura" d'una part que només es podia rescatar amb un cert refinament innat exigit a la fràgil heroïna, devia aparèixer evident quan Madame Bosio va assumir aquest mateix paper en el teatre rival; i quan va eclipsar la presumpció de la seva predecessora, gràcies al refinament superior del seu tractament del paper com a actriu. Comparar els dos com a cantants seria simplement ridícul. "La Traviata" mostrava tots els petits expedients de Mademoiselle Piccolomini, que mai va ser capaç de millorar en el cant, però que, amb cada intent posterior, no va fer sinó exagerar cada cop més persuasió i serietat, en actitud i en gest escènic. No hi ha hagut mai cap cas d'una senyoreta amb tals exigències de respecte a la modèstia en privat, com se sap que és la seva, que, negant-se a si mateixa, llavors tan fàcilment es va lliurar de la necessitat de garantir-les, amb l'única intenció de mantenir el control sobre el seu públic, costi el que costi. Les seves actuacions han vorejat de vegades una ofensa contra la reserva i la delicadesa que han de distingir les noies joves. Han constituït l'argot del teatre musical -cap altre terme podria definir-los millor- i l'argot no té cabuda a l'òpera, ni tan sols el més vulgar de l'òpera buffe". | » |

(Records musicals de trenta anys, de Henry F. Chorley, Londres, Hurst i Blackett, 1862)
Altres crítics britànics, probablement amb menys prejudicis que Chorley, van donar una opinió més equilibrada sobre les interpretacions angleses de Piccolomini: van destacar la seva jove edat, van confessar una certa, fins i tot notable, decepció pel que fa a la preparació musical de l'artista, però al final es van retirar del límit del l'abisme dels assassinats. El crític de l'"Spectator", per exemple, va repassar així el debut londinenc del cantant:
| « | "Tot crític competent ha reconegut que ignorava fins i tot els rudiments de l'art del cant; però aquesta opinió no va tenir cap efecte en el públic, de fet, ni tan sols en els mateixos crítics, que, com els seus veïns als seients, no esperaven més que confessar la fascinació que exercia la jove estrangera. Era difícil definir-ne els elements, o descobrir on residia precisament. Era l'encanteri sense nom, l'encant provocador de Cèlia del tot. Era una joventut fresca i ingènua, senzillesa, intel·ligència, foc, dolçor, puresa i sentiment, tot modelat en la forma d'una bella noia. Què en faran anys i experiència, no ho sabem; però gairebé fa mal pensar en ella com una dona gran o una gran artista, perquè encara serà una cosa diferent del que és ara". | » |

(La temporada d'òpera, «The Spectator», 9 d'agost de 1856)
La crítica francesa també es va trobar en la mateixa línia substancial davant l'estrena local de La Traviata que es va organitzar amb molta publicitat després de l'èxit de l'anglès. Édouard Monnais (1798-1868), per exemple, el crític musical de la «Revue et Gazette Musicale de Paris», després de referir-se amb admiració a l'ascendència del cantant de gran noblesa, que es remunta fins a Carlemany i el papa Pius II, va escriure, sota el pseudònim de John Smith, que ella era "petita d'alçada, petita de veu" i que el seu talent estava lluny de ser extraordinari, i va afegir: "L'art no està fet per a ella, o no ho és, encara va tenir temps de tractar-ho. això." Sobretot perquè el vespre de l'estrena també havia actuat força exagerat, amb massa alegria en el primer acte i massa tos en l'últim, només per millorar notablement en les actuacions posteriors. «Maria Piccolomini no es pot comparar amb cap dels cantants coneguts; això és el que diuen en tots els sentits els seus entusiastes admiradors, i nosaltres també ho diem, encara que molt més mesurats en els nostres èxtasis”, va concloure així Smith (àlies Monnais), per a establir de seguida una comparació, ruïnosa per a Piccolomini, amb la gran soprano. Carvalho, que tenia, segons la crítica, els únics defectes de no descendir d'un llinatge tan noble i sobretot de ser "una francesa!".

L'autoritzat Paul Scudo (1806-1864), gran expert en cant i editor de la «Revue des Deux Mondes», en el context d'una crítica general a Verdi i La Traviata (no molt diferent de la de Chorley), es va expressar d'una manera més equilibrada, en aquests termes sobre la protagonista.
| « | "És una persona agradable, aquesta mademoiselle Piccolomini, menuda, ràpida, alerta i saltant a l'escenari com una gasela. A la més mínima respiració, pots veure-la adolorir. Tot d'ella parla: la fesomia intrigant, els ulls expressius, les poses naturals, els gestos, fins i tot aquest vague balanceig que dona al seu cap graciós. És una italiana, però una italianisme de pura sang, que està contenta de viure i fer comèdia. La seva veu és la d'una soprano prima, sense extensió, sense flexibilitat i sense timbre i esplendor: es diria que és una d'aquelles veus franceses com n'hi ha moltes a l'Opéra-Comique; però amb tanta intel·ligència pronuncia les frases que se li encomanen, canta amb un sentiment tan cert i tan ben definit, que quasi s'oblida dels seus defectes. No cal analitzar amb rigor el talent de Mademoiselle Piccolomini, només escoltar-la sense prejudicis, mirar-la caminar amb gràcia mentre li retorça un ram de violetes a la mà i deixar-se anar. És una noia molt dotada, que encara necessita aprendre molt, però que no té res imperdonable i, en canvi, posseeix aquella cosa indefinible que t'atrau i es fascina, malgrat tot. […] Siguin quines siguin les reserves legítimes que es pugui tenir sobre la veu i el talent de la nova cantant, Mademoiselle Piccolomini no és de cap manera una artista normal i amb molt de gust direm d'aquesta noia encantadora, com la tia Aurore: "Elle est charming.. és encantadora!" | » |

(Paolo Scudo, Revue Musicale.– La Rose de Florence.– La Traviata.– Les Opéras-comiques, «Revue des Deux Mondes», 15 de desembre de 1856, p. 934)
I l'esmentat Luigi Arditi, músic, director del Teatre de Sa Majestat en temps de Piccolomini, el seu admirador i amic, també es referirà a aquest cert caràcter insondable del seu encant i èxit. A les seves Reminiscències, després de reconèixer les polèmiques sorgides per la qualitat de la veu de la cantant (que, però, li semblava "fresca i juvenil"), Arditi es va preguntar quin havia estat el seu secret, d'on li havia vingut la fascinació havia exercit. I van respondre dient que «L'atractiu de Piccolomini no residia tant en el seu talent, sinó en la fascinació que li provocava tot el seu ésser i en la capacitat d'expressar un pathos que a vegades era meravellosament genuí i sens dubte superior a qualsevol art».